# Jan Johan Oyevaar
Jan Johan Oyevaar (Amsterdam, 14 juni 1897 – Leidschendam, 10 december 1978) was een scheepvaartman die zijn loopbaan begon als jongste bediende bij de Stoomvaart-Maatschappij Nederland, en eindigde als voorzitter van de Raad van Beheer van Phs. van Ommeren. Scheepvaart was de rode draad in zijn loopbaan, internationaal en nationaal, zeescheepvaart en binnenvaart. Hij heeft een belangrijke rol gespeeld bij de wederopbouw van de Nederlandse scheepvaart na de Tweede Wereldoorlog.

## Persoonlijk
Oyevaar, eigenlijk: Oijevaar, werd in 1897 in Amsterdam geboren als derde kind en jongste zoon van Arnoldus Numan Oijevaar (1860-1928), timmerman, later aannemer in Amsterdam, en Johanna (Antje) Kloos (1867-1941). Hij trouwde in 1939 met predikantsdochter Willemien Boer (1915-2008), zus van Jo Boer (1906-1985), en ze kregen vier kinderen. Zijn oudste zoon Jan Joost Oyevaar werd directeur-generaal bij ABN AMRO.

## Carrière

### Stoomvaart-Maatschappij Nederland (1913-1933)
Na het doorlopen van de driejarige HBS begon hij als 15-jarige als jongste bediende bij Stoomvaart-Maatschappij Nederland, ook bekend als 'De Nederland'. In 1919 vertrok hij als secretaris van Daniël Apolonius Delprat naar Nederlands Oost-Indië. 
In de eerste termijn van vijf jaar waren zijn standplaatsen Batavia (1920-1923) en Singapore, als agent van “De Nederland” (1923-1925). Daarop volgde een termijn van vier jaar, waarin hij eerst van september 1925 tot juni 1926 naar Soerabaja ging om de procuratiehouder aldaar te vervangen en vervolgens twee jaar naar Calcutta als procuratiehouder (1926-1928). Afsluitend werd hij voor een jaar gedetacheerd in Rangoon (1929). Vervolgens werd hem nogmaals Calcutta als standplaats toegewezen met als functie managing agent, vanwaar hij na ruim drie jaar, in maart 1933 definitief naar Europa terugkeerde. Hij begon aan een studie Indisch recht die hij in 1936 met de meestertitel afsloot.

### Ministeries (1936-1951)
Oyevaar trad in 1936 in dienst van het ministerie van Economische Zaken waar hij tot 1940 verschillende functies bekleedde, waaronder die van landenchef Economische Voorlichtingsdienst voor het Midden- en Verre Oosten, chef Bureau Propaganda en adjunct-directeur Rijksbureau Zeescheepvaart. Vanaf 1940 werkte hij op het ministerie van Verkeer en Waterstaat in de functies van hoofd Economische Voorlichtingsdienst, hoofd Afdeling Handel, hoofd Rijksbureau Zeescheepvaart, en gemachtigde van Hans Hirschfeld voor de afdeling Vervoer. Van 1945 tot 1951 was hij directeur-generaal en secretaris-generaal van het ministerie van Scheepvaart en Visserij (later: ministerie van Verkeer en Waterstaat), waar hij onder andere verantwoordelijk was voor de wederopbouw van de Nederlandse koopvaardijvloot middels het aankopen van liberty- en victoryschepen.

### Phs. van Ommeren (1952-1970)
Van 1952 was hij achtereenvolgens lid van de Raad van Beheer, later voorzitter van de Raad van Beheer (1952-1966), en lid van de Raad van Commissarissen (1966-1970) bij rederij Phs. van Ommeren.

### Wilton-Fijenoord (1952-1968)
Van af 1952 was hij eerst commissaris, later president-commissaris bij Wilton-Fijenoord. Hij was getuige van de geleidelijke achteruitgang van het bedrijf die inzette na de fusie in 1964 met de N.V. Bronswerk. Het bedrijf kon niet op eigen benen staan en zocht aansluiting, waarbij twee stromingen zichtbaar werden: de een zocht aansluiting in de scheepvaartsfeer, te weten bij de Rijn-Schelde Machinefabrieken, de andere stond een fusie met N.V. Verenigde Machinefabrieken Stork voor. Een besluit hierover werd genomen in juli 1968, tijdens onbereikbaarheid van zowel Oyevaar (die in Noord Sumatra op handelsmissie was) als van twee leden van de Raad van Toezicht. Bij terugkeer in Nederland vernam Oyevaar het besluit, waar hij zich niet in kon vinden, en waarvoor hij geen verantwoordelijkheid wilde dragen. Hij trad onmiddellijk af als president-commissaris.

### OGEM (1952-1972)
Vanaf 1952 tot 1959 was hij lid, en daarna voorzitter van de Raad van Commissarissen bij de Overzeese Gas- en Elektriciteitsmaatschappij N.V. (OGEM). Hij was getuige van de metamorfose die het bedrijf onderging, van een koloniaal bedrijf met bijbehorende machtsverhoudingen en machtsvertoon, naar een modern en op groei bedacht concern. Deze verandering vond plaats in de jaren 1970. 

## Nevenfuncties en andere activiteiten
- Secretaris Verbond van Nederlandse Werkgevers
- Economisch Adviseur Unilever
- Algemeen Vertegenwoordiger van de Stichting Vertegenwoordiging van de Nederlandse Industrie voor Internationale Belangen
- Coördinator Nederlandse Verkeersbetrekkingen met het Buitenland (1945)
- Voorzitter Transport Commissie bij oprichting O.E.E.S. (1947 – 1955)
- 1947 Founding Father van de “Old Tie Club”, een internationale club van scheepvaart officials en reders, die in de Tweede Wereldoorlog nauw met elkaar hadden samengewerkt en vrienden waren geworden. Zij wensten de vriendschapsbanden in het verband van een club vast te houden.
- 1952: Lid, later voorzitter van de Scheepvaartcommissie van de Rotterdamse Kamer van Koophandel
- 1952 - 1966 Vicevoorzitter Centraal Orgaan voor de Economische Betrekkingen met het Buitenland
- 1955 Honorair consul-generaal van Oostenrijk te Rotterdam
- 1965 Voorzitter Maritime Transport Committee (Committee opgeheven in 2005)
- 1963-1967 Voorzitter Nederlands-Indonesische Kamer van Koophandel. Een handelsmissie van deze kamer o.l.v. Oyevaar  in 1967 naar Indonesië lag aan de basis van het Nederlands-Indonesische Interinsulaire Scheepvaartproject; het doel was te komen tot een herstel van de interinsulaire scheepvaartverbindingen met behulp van Nederlandse technische kennis. Het project werd in 1974 (zonder resultaat te boeken) stop gezet.
- Raad van Bestuur V.N.S., lid tot 1963, voorzitter tot 1969
- Circa 1972 Voorzitter Stichting Zeekadetkorps Nederland.

## Publicaties
- In 1968 verscheen het rapport De Nederlandse Koopvaardij . Oyevaar rapporteerde hierin de bevindingen van zijn onderzoek naar de oorzaken van de stagnatie in de Nederlandse scheepvaart en haar slechte concurrentiepositie. Hij schreef dit rapport op verzoek van het bestuur van de Koninklijke Nederlandse Redersvereniging.
- In 1977 rondde Oyevaar een in eigen beheer uitgegeven en in privékring verspreid boekwerk af met de titel  Schets van een Loopbaan, waarin hij zijn circa 60 jaar durende werkzame leven beschrijft, met toevoeging van anekdotes, bespiegelingen en enkele foto’s.

## Onderscheidingen
- 1949 Ridder in de Orde van de Nederlandse Leeuw
- 1950 Commandeur in de Orde van St Olav (Noorwegen)
- 1951 de gouden De Ruyter-medaille
- 1953 Commandeur in de Orde van Leopold II (België)
- 1958 Officier van het Legioen van Eer (Frankrijk)
- 1958 Commandeur in de Kroonorde (België)
- 1960 Groot Ereteken van Verdienste (Oostenrijk)
- 1966 Commandeur Grootkruis van Verdienste (Duitsland)
- 1966 Commandeur in de Orde van Oranje-Nassau